# Alessandro Andrade de Oliveira
Alessandro Andrade de Oliveira, besser bekannt als Alessandro Cambalhota, (* 27. Mai 1973 in Teixeira de Freitas) ist ein ehemaliger brasilianischer Fußballspieler.

## Karriere

### Beginn seiner Karriere (1993 bis 1999)
Alessandro Cambalhota begann seine Karriere im Jahr 1993 bei Grêmio Esportivo Novorizontino. Nach zwei Jahren folgte der Wechsel zum CR Vasco da Gama, bei dem er jedoch kaum zum Zug kam, lediglich zwei Ligaeinsätze bestritt er in dieser Spielzeit. In der Saison 1996 wechselte er zum FC Santos. Dort stellte er sein Können kontinuierlich unter Beweis, in der ersten Spielzeit erzielte er sechs Treffer in 19 Partien. Nachdem er im Jahr 1997 kaum zum Einsatz gekommen war (ein Spiel, ein Tor), absolvierte er im Jahr darauf 24 Ligaspiele und traf viermal ins gegnerische Tor. Mit dem FC Santos gewann er den Campeonato Brasileiro de Futebol 1997 und die Copa Conmebol 1998.

### Mehrere Wechsel ins Ausland (1999 bis 2007)
Im Jahr 1999 wagte Alessandro den Sprung nach Europa und wechselte zum portugiesischen Verein FC Porto. Allerdings verließ er die blau-weißen am Saisonende 1999/00 wieder, nachdem er einen Treffer in 21 Ligapartien erzielt hatte. Noch im selben Jahr kehrte er nach Brasilien zurück und spielte im Jahr 2000 für den Fluminense FC (18 Spiele/1 Tor). 2001 unterschrieb Alessandro einen Vertrag bei Cruzeiro EC und stand dort für zwei Jahre unter Vertrag. Er trug in den zwei Spielzeiten mindestens 18-mal das Trikot von Cruzeiro und erzielte vier Tore. Im Jahr 2003 hatte er ein kurzes Intermezzo bei Atlético Mineiro (6 Spiele/2 Tore), ehe er im selben Jahr in die Vereinigten Arabischen Emirate zum al Kuwait SC wechselte, bei dem er bis zum Juni 2004 unter Vertrag stand. Von Juli bis Dezember 2004 absolvierte Alessandro 13 Ligaspiele für SC Corinthians, in denen er einmal ins Tor traf.
Für die Rückrunde der Saison 2004/05 wechselte er zum saudi-arabischen Verein al-Ahli, allerdings verließ er den Klub noch im selben Jahr, um sich dem Figueirense FC anzuschließen (13 Spiele/4 Tore). Im Januar 2006 unterschrieb er einen Vertrag beim türkischen Verein Denizlispor bis zum Ende des Kalenderjahres; bis dahin absolvierte Alessandro 21 Ligaspiele (vier Tore). 2007 stand er noch für eine kurze Zeit im Kader von Kayseri Erciyesspor.

### Restliche Karriere (2008 bis 2012)
Nachdem Alessandro Cambalhota ein Jahr in der Türkei engagiert gewesen war, kehrte er wieder nach Brasilien zurück und ließ dort seine Karriere ausklingen. Er stand noch bei Guaratinguetá Futebol (2008), EC Noroeste (2008–2009), CA Linense (2010–2011) und bei Grêmio Novorizontino, dem Nachfolger seines allerersten Profivereins, unter Vertrag, ehe er nach der Spielzeit 2012 seine aktive Karriere beendete.

### Nationalmannschaft
Am 28. März 1999 absolvierte Alessandro gegen Nordkorea ein Länderspiel für die brasilianische Fußballnationalmannschaft.

## Erfolge
Santos
- Torneio Rio-São Paulo: 1997
- Copa Conmebol: Copa Conmebol 1998

Porto
- Taça de Portugal: 1999/2000

Cruzeiro
- Copa Sul-Minas: 2002
- Supercampeonato Mineiro: 2002